# ČKD-Praga

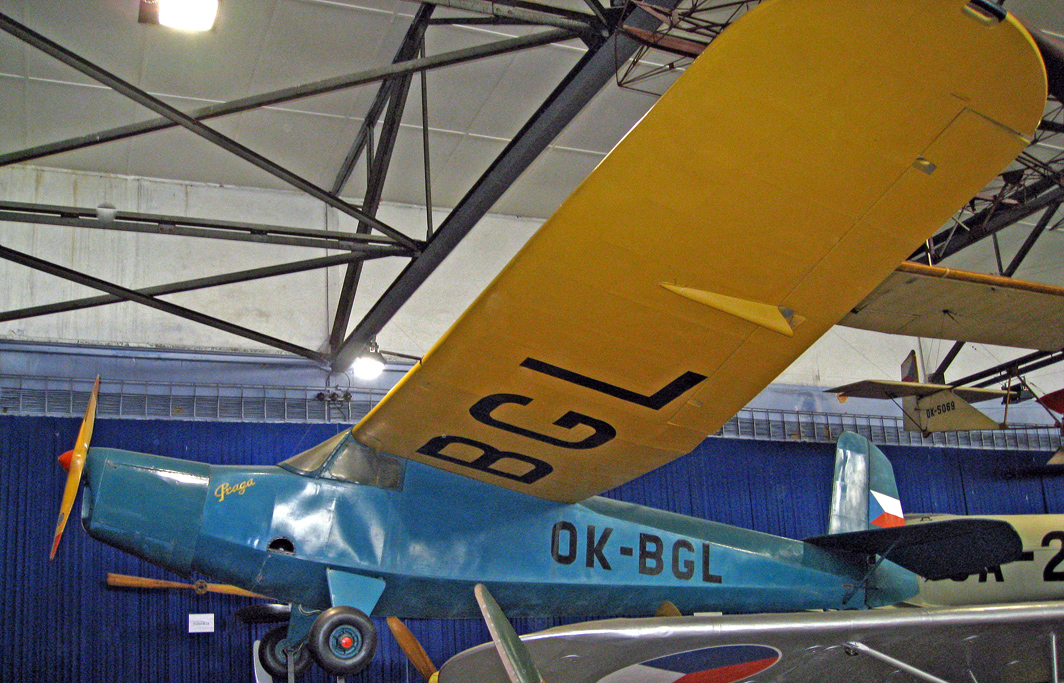
Praga E.114M exposto no museu de aviação no aeródromo de Kbely, próximo a Praga

A ČKD-Praga (Českomoravská-Kolben-Daněk Praga) foi uma fabricante de aeronaves checa. A empresa foi fundada em 1907 como fabricante de motores, sob a designação Praga. A companhia iniciou a desenhar aeronaves em 1930 quando os engenheiros Pavel Beneš e Miroslav Hajn vieram para a ČKD-Praga da fabricante Avia. Sua primeira aeronave foi o Praga E-39 em 1931. Era um avião de treinamento militar, com 139 aeronaves produzidas. Desenvolveu uma série de aeronaves ao longo dos próximos anos, mas nenhuma indo além do estágio de protótipo.
Jaroslav Šlechta tornou-se engenheiro chefe em 1934, projetando o Praga E-114, aeronave que se tornou um sucesso comercial. Foi vendida para a França, Irã, Romênia e Grã-Bretanha. A maior parte das aeronaves britânicas foram produzidas localmente em Manchester sob licença, pela empresa F. Hills & Sons como Hillson Praga. 126 aeronaves foram encomendadas até 1946. Šlechta permaneceu na Praga após a Segunda Guerra Mundial, projetando também a aeronave E-55.
A ČKD-Praga desenvolveu um total de 17 aeronaves, das quais 7 entraram em produção em série.

## Lista de aeronaves da Praga
Na década de 1930 a empresa referia-se aos projetos pelas iniciais dos sobrenomes de seus projetistas, por exemplo, o BH-39 foi projetado por Pavel Benes e Miroslav Hajn. O governo checo identificava a aeronave por fabricante, cada qual possuindo uma letra designativa. A da Praga era "E", logo, o BH-39 tornou-se o E-39.
- E-36
- E-39 treinamento - cerca de 139 aeronaves produzidas
- E-40 treinamento - cerca de 43 aeronaves produzidas
- E-41
- E-44 caça biplano
- E-45 caça biplano
- E-51 caça
- E-55
- E-114 desportiva de dois assentos - cerca de 300 aeronaves produzidas
- E-115 desenvolvimento do E-114
- E-117 desenvolvimento do E-114
- E-141 desenvolvimento do E-41
- E-210
- E-211 desenvolvimento pós-guerra do E-210
- E-212 desenvolvimento pós-guerra do E-210/211; provavelmente não fora concluído
- E-214
- E-241 biplano de treinamento avançado - cerca de 95 aeronaves produzidas